# USS Archerfish (SS-311)
USS Archerfish (SS/AGSS-311) là một tàu ngầm lớp Balao của Hải quân Hoa Kỳ, và là con tàu đầu tiên của Hải quân Hoa Kỳ được đặt tên theo loài cá mang rổ. Archerfish nổi tiếng với chiến tích đánh chìm hàng không mẫu hạm Shinano của Hải quân Đế quốc Nhật Bản vào ngày 29 tháng 11 năm 1944 trong Chiến tranh Thế giới thứ hai. Đến nay, Shinano là con tàu chiến lớn nhất từng bị tàu ngầm bắn chìm. Nhờ thành tích trên, Archerfish được trao thưởng danh hiệu Đơn vị Tuyên dương Tổng thống sau khi chiến tranh kết thúc.

## Thiết kế và chế tạo
Lớp Balao được người Mỹ có nhiều điểm tương đồng thiết kế của lớp Gato trước đó. Cải tiến nổi bật nhất của lớp Balao là người Mỹ sử dụng thép cường độ cao HTS, có độ dày và độ đàn hồi cao hơn hẳn so với loại thép được dùng làm vỏ tàu của các tàu ngầm lớp Gato, để làm vỏ tàu của các tàu ngầm lớp Balao. Chính nhờ điều này mà các tàu ngầm lớp Balao có thể lặn xuống độ sâu tối đa khoảng 200 mét, sâu hơn khoảng 30 mét so với độ sâu tối đa mà những tàu ngầm lớp Gato có thể lặn xuống, nhưng được hạ xuống còn 120 mét để đảm bảo sự an toàn của thủy thủ đoàn.
Hình dáng bên ngoài của lớp Balao cũng được thay đổi đáng kể. Hệ thống đảo thượng tầng và cột kính tiềm vọng đã được tối giản để giảm khả năng tàu bị phát hiện khi nổi trên mặt nước. Toàn bộ mái che đã được tháo bỏ khỏi đảo thượng tầng của các tàu ngầm lớp Balao để giảm độ nặng của tàu, và có thể lắp đặt thêm các khẩu pháo phòng không và mở rộng hệ thống radar và ăng ten phụ.
Archerfish có chiều dài tổng thể là 95 mét, và có mức choán nước là 1.526 tấn Anh (1.550 tấn) khi nổi và 2.391 tấn Anh (2.429 tấn) khi lặn. Con tàu sử dụng bốn động cơ diesel chín xi lanh có piston đối đỉnh Fairbanks-Morse 38D8-1⁄8, kết hợp với bốn động cơ điện Ellitott, và hai ắc quy Sargo 126 cell. Hệ thống kết hợp này có ưu điểm lớn là các động cơ có thể tự hoạt động một cách độc lập với nhau trong bất kỳ tình huống nào, bao gồm trường hợp dùng chúng làm động cơ dẫn động máy phát điện và động cơ dẫn động trục chân vịt. Động cơ đầy của tàu có thể tạo ra mức công suất tối đa là 5.400 shp khi nổi, 2.740 shp khi lặn, đồng thời giúp con tàu đạt được tốc độ di chuyển tối đa là 20,25 knot khi nổi và 8,75 knot khi lặn. Archerfish có tầm hoạt động là 11.000 hải lý khi nổi ở vận tốc 10 knot/giờ và có thể tác chiến tuần tra liên tục trong vòng 75 ngày.
Archerfish được lắp đặt 10 ống phóng ngư lôi 21-inch (sáu ống ở mũi tàu và bốn ống ở đuôi tàu) và mang tổng cộng 24 quả ngư lôi Mark 14 (được thay thế bằng ngư lôi điện Mark 18). Con tàu được lắp đặt hệ thống điện tử TDC (Torpedo Data Computer), có thể xử lý dữ liệu thu được từ kính tiềm vọng hoặc sonar của tàu và cho ra những thông số chính xác về khoảng cách tới các mục tiêu, góc bắn và tốc độ di chuyển của tàu đối phương. Ban đầu, Archerfish được trang bị một khẩu hải pháo 4-inch (102 mm)/50 caliber ở phía sau đảo thượng tầng, hai pháo Oerlikon 20 mm ở phía trước và sau của đài chỉ huy, và hai khẩu súng máy hạng nặng M3 Browning không cố định (khi cần sẽ mang lên boong tàu sử dụng). Đến cuối cuộc chiến, con tàu được lắp đặt pháo 5-inch/25 caliber hiện đại hơn, và được bổ sung thêm pháo phòng không Bofors 40 mm. Con tàu có thể mang được tối đa 40,88 tấn đạn dược các loại. Cảm biến điện tử của tàu bao gồm hệ thống Sonar QC, radar dò tìm mặt biển SJ, radar cảnh giới bầu trời SD (sau được thay thế bởi radar SV), và kính tiềm vọng của tàu được tích hợp radar đo khoảng cách ST.
Archerfish đựoc đặt lườn vào ngày 22 tháng 1 năm 1943 tại Xưởng Hải quân Portsmouth ở Kittery, Maine. Con tàu được hạ thủy vào ngày 28 tháng 5 năm 1943 và được đỡ đầu bởi Bà Malvina Thompson, thư ký cá nhân của Đệ Nhất Phu nhân Eleanor Roosevelt. Archerfish nhập biên chế vào ngày 4 tháng 9 năm 1943 và dưới quyền chỉ huy của thuyền trưởng, Thiếu tá George W. Kehl.

## Lịch sử hoạt động

### Chiến tranh Thế giới thứ hai
Sau khi hoàn tất quá trình lắp đặt vũ khí và thiết bị điện tử, Archerfish bắt đầu quá trình huấn luyện kéo dài hai tuần ở ngoài khơi New England trong đầu tháng 11 năm 1943. Con tàu sau đó khởi hành về Kênh đào Panama và tiến về Hawaii. Archerfish cập bến Trân Châu Cảng vào ngày 29 tháng 11 năm 1943 và được biên chế chính thức vào Hạm đội Thái Bình Dương Hoa Kỳ.

#### Bốn chuyến tuần tra đầu tiên, Tháng 12 năm 1943 - Tháng 9 năm 1944
Sau khi hoàn thành công việc sửa chữa và các buổi huấn luyện tăng cường, Archerfish bắt đầu thực hiện chuyến tuần tra đầu tiên vào ngày 23 tháng 12. Con tàu cập bến Midway vào ngày 27 tháng 12 để tiếp nhiên liệu trước khi tiến vào khu vực tuần tra ở phía bắc Formosa. Trong đợt tuần tra đầu tiên, Archerfish báo cáo đã tấn công ba tàu chiến đối phương, nhưng không ghi nhận bắn chìm một chiếc nào. Con tàu quay trở về Midway vào ngày 16 tháng 2 năm 1944 để sửa chữa và tiếp tục tiến hành các bài huấn luyện.
Archerfish rời Midway vào ngày 16 tháng 3 năm 1944 để thực hiện chuyến tuần tra thứ hai, nhưng không bắt gặp bất kỳ tàu chiến Nhật nào trong suốt 42 ngày tuần tra, phần lớn ở khu vực Quần đảo Palau. Archerfish sau đó quay trở về Căn cứ Tàu ngầm ở Trân Châu Cảng vào ngày 27 tháng 4 để nâng cấp trang bị.
Hơn một tháng sau, Archerfish rời Trân Châu Cảng và tiến về Quần đảo Bonin để bắt đầu chuyến tuần tra thứ ba. Con tàu được giao nhiệm vụ cảnh giới tại khu vực Iwo Jima để hỗ trợ giải cứu các phi công Hải quân làm nhiệm vụ không kích hòn đảo. Archerfish đã giải cứu thành công Thiếu úy John B. Anderson trước khi quay về Midway vào ngày 15 tháng 7 năm 1944.
Sau khi được tái bổ sung nhiên liệu, đạn dược và hoàn thành các đợt huấn luyện, Archerfish tiếp tục ra khơi vào ngày 7 tháng 8 và tiến hành chuyến tuần tra thứ tư. Con tàu đã tuần tra ở ngoài khơi Honshū suốt hơn một tháng mà không bắt gặp bất kỳ mục tiêu nào, và Archerfish quay trở về Trân Châu Cảng vào ngày 29 tháng 9, kết thúc chuyến tuần tra kéo dài 53 ngày.

#### Chuyến tuần tra thứ năm, Tháng 10 - Tháng 12 năm 1944: Bắn chìmShinano

Núi Phú Sĩ nhìn từ kính tiềm vọng của Archerfish. Ảnh được khi con tàu đang đi qua Vịnh Sagami để tiến vào Vịnh Tokyo, Nhật Bản, tháng 11 năm 1944.

Archerfish rời Trân Châu Cảng vào ngày 30 tháng 10 năm 1944 dưới sự chỉ huy của Trung tá Joseph F. Enright. Archerfish cập bến Saipan vào ngày 9 tháng 11 để sửa chữa khẩn cấp và khởi hành hai ngày sau đó để tiếp tục nhiệm vụ tuần tra. Nhiệm vụ chính của chuyến tuần tra này là cảnh giới cho các phi vụ ném bom đầu tiên của máy bay B-29 Superfortress vào khu vực Tokyo. Ngày 28 tháng 11, Archerfish được tin rằng Không lực Lục quân Hoa Kỳ sẽ không thực hiện bất kỳ cuộc không kích nào trong ngày, nên Archerfish được phép tiến vào Vịnh Tokyo tuần tra. Vào buổi tối cùng ngày, các hoa tiêu của tàu phát hiện ra một con tàu có hình dáng như một tàu chở dầu đang rời khỏi vịnh. Sau đó, họ nhận biết được rằng đó là một chiếc hàng không mẫu hạm cỡ lớn, được hộ tống bởi ba khu trục hạm (Hamakaze, Yukikaze, Isokaze) và một tàu săn ngầm (Cha-241).

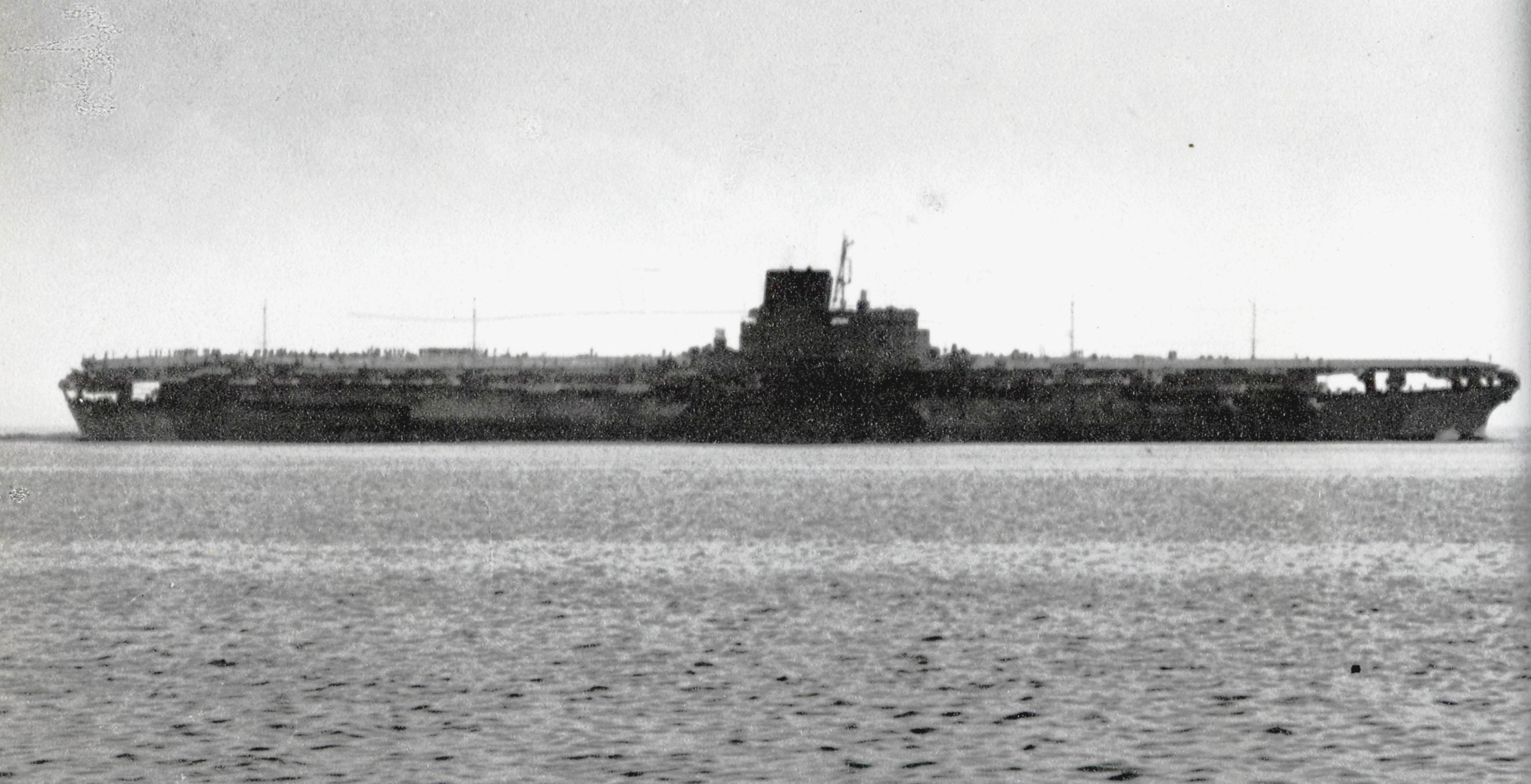
Shinano, hàng không mẫu hạm lớn nhất từng được đóng trong Chiến tranh Thế giới thứ hai.

Enright cho Archerfish theo dõi chiếc hàng không mẫu hạm kia từ phía trước và lệnh cho thủy thủ đoàn chuẩn bị tấn công. Sau sáu giờ theo dõi, chiếc hàng không mẫu hạm đổi hướng di chuyển và tiến thẳng về chỗ của Archerfish, nơi chiếc Archerfish đã ở trạng thái sẵn sàng chiến đấu. Enright đã cho thủy thủ cài mức lặn của ngư lôi ở mức nông (ba mét) với hy vọng rằng ngư lôi có thể bắn trúng con tàu dễ dàng hơn. Sau khi lấy đường bắn, Archerfish lặn xuống và phóng sáu quả ngư lôi, bốn quả trong số đó bắn trúng mục tiêu. Ngay sau khi họ phóng quả lôi thứ sáu, thủy thủ đoàn của Archerfish đã bắt đầu cảm nhận được những tiếng ồn lớn phát ra từ chỗ mục tiêu của họ. Khi đang ẩn mình dưới độ sâu 120 mét để tránh các đợt rải mìn chống ngầm của tàu chiến đối phương, thủy thủ đoàn của Archerfish vẫn nghe được những tiếng ồn và những tiếng ồn đó kéo dài trong vòng 47 phút.
Sau 48 ngày ở vùng biển Nhật Bản, Archerfish quay về Guam vào ngày 15 tháng 12 năm 1944 và kết thúc chuyến tuần tra thứ năm của tàu. Ban đầu, Văn phòng Tình báo Hải quân (ONI) không tin Enright đã đánh chìm chiếc hàng không mẫu hạm lớn đến như vậy. ONI nhận định rằng Archerfish đã bắn chìm một chiếc tuần dương hạm vì họ cho rằng bộ phân tích chiến lược của họ đã xác định được hết vị trí của các hàng không mẫu hạm Nhật Bản, vậy nên sẽ không có bất kỳ chiếc hàng không mẫu hạm Nhật Bản tại khu vực đó. Tuy nhiên, sau khi Trung tá Enright gửi bản phác thảo mục tiêu lên Bộ Chỉ huy Lực lượng Tàu ngầm Thái Bình Dương Hoa Kỳ, Archerfish mới được ghi nhận đánh chìm chiếc hàng không mẫu hạm 28.000 tấn lớp Hiyō.

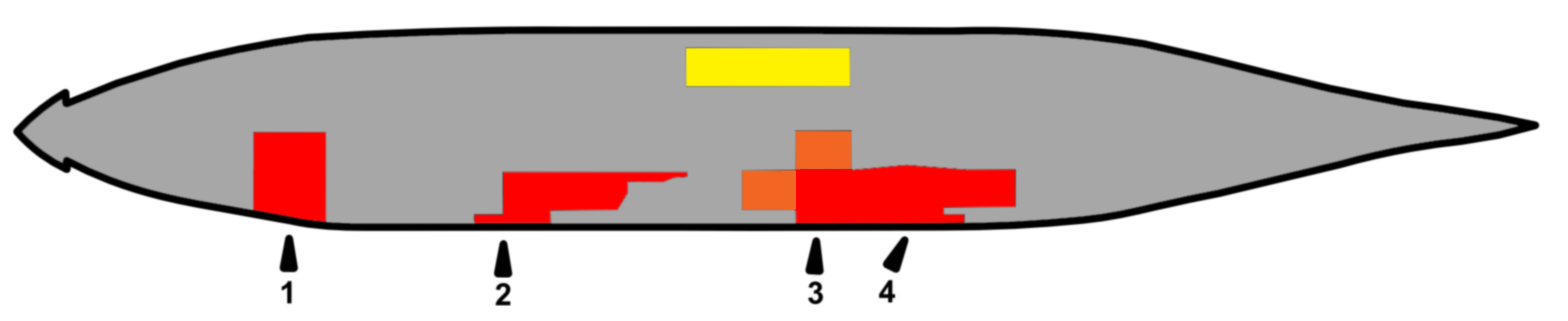
Vị trí bốn quả ngư lôi được tàu ngầm Archerfish bắn trúng hàng không mẫu hạm Shinano vào ngày 29 tháng 11 năm 1944, và thiệt hại do những quả ngư lôi đó gây ra.

Mãi đến khi chiến tranh kết thúc, Hải quân Hoa Kỳ mới biết được về sự tồn tại của mục tiêu năm nào mà Archerfish đã tuyên bố bắn chìm. Mục tiêu đó là Shinano, chiếc hàng không mẫu hạm lớn nhất từng được hạ thủy trong Chiến tranh Thế giới thứ hai. Gốc là thiết giáp hạm thứ ba của lớp Yamato, nhưng Shinano đã được cho cải biên thành một hàng không mẫu hạm nặng gần 72.000 tấn sau thảm họa của người Nhật tại Midway năm 1942. Bốn quả ngư lôi của Archerfish đã bắn trúng khu vực giữa đai chống ngư lôi và mực nước vào lúc 03:20. Thiệt hại của Shinano còn tệ hơn rất nhiều do Shinano đã đổi hướng về phía nam chỉ vài phút sau khi Enright cho tàu của ông phóng sáu quả ngư lôi, do đó, làm lộ toàn bộ phần mạn phải của Shinano hướng về phía sáu quả ngư lôi của Archerfish - một viễn cảnh đáng mơ ước của các thuyền trưởng tàu ngầm. Dù trúng bốn quả ngư lôi và gặp hư hại đáng kể, Shinano vẫn tiếp tục di chuyển, nhưng sau đó bị thất tốc và mất toàn bộ động năng vào khoảng 06:00. Sự thiếu kinh nghiệm của thủy thủ đoàn, cộng thêm những mặt trái trong thiết kế, đã khiến nước tràn vào mất kiểm soát. Shinano lật úp và chìm vào khoảng 11:00 ngày 29 tháng 11 năm 1944, đem theo sinh mạng của hơn 1.400 thành viên thủy thủ đoàn, trong đó có Đại tá Abe Toshio - thuyền trưởng của Shinano. Vì thành tích trên, năm 1946, Archerfish được trao thưởng danh hiệu Đơn vị Tuyên dương Tổng thống và Enright được tặng thưởng Huân chương Chữ Thập Hải quân. Cho đến nay, Shinano là tàu chiến lớn nhất từng bị tàu ngầm bắn chìm.

#### Hai chuyến tuần tra cuối cùng, Tháng 1 - Tháng 9 năm 1945

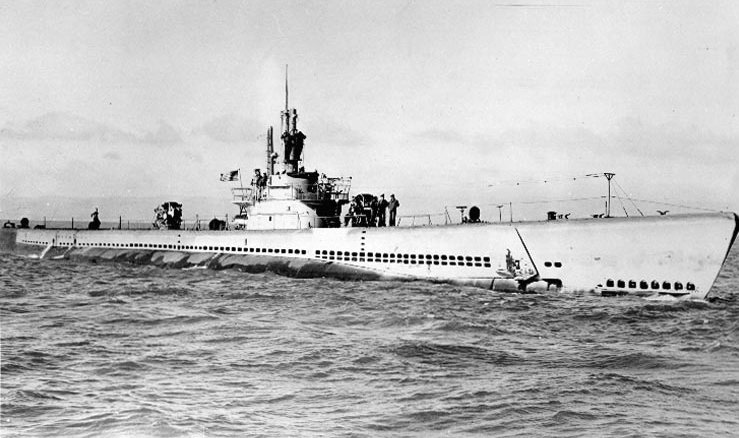
Archerfish, với mẫu sơn ngụy trang Measure 32/3SS-B, đang neo đậu ngoài khơi San Francisco, ngày 5 tháng 6 năm 1945. Có thể thấy con tàu được lắp đặt hai khẩu pháo 5-inch/50 caliber Mk.17 ở phía trước và phía sau đảo thượng tầng.

Trong quãng thời gian thủy thủ đoàn của Archerfish được hưởng kỳ nghỉ phép ở Guam, Archerfish được đưa đi nâng cấp tại căn cứ hải quân của đảo. Ngày 10 tháng 1 năm 1945, Archerfish bắt đầu chuyến tuần tra thứ sáu của tàu. Lần này, Archerfish là soái hạm của "Joe's Jugheads" - một nhóm Bầy sói bao gồm ba tàu ngầm Archerfish, Batfish, và Blackfish, với Trung tá Enright làm chỉ huy trưởng của nhóm. Nhóm này có nhiệm vụ tuần tra tại vùng biển Hồng Kông ở Biển Đông và khu vực phía nam Formosa. Tại đây, Archerfish đã bắn hư hại một mục tiêu không xác định và báo cáo là bắn chìm một tàu ngầm đối phương tại tọa độ 20°37' Bắc, 127°33' Đông vào ngày 14 tháng 2 năm 1945. Tuy nhiên, chuyến tuần tra này kết thúc sớm hơn ba ngày so với lịch trình, vào ngày 3 tháng 3 năm 1945, do Archerfish gặp phải trục trặc ở phần đuôi tàu. Archerfish quay về Saipan và sau đó là Trân Châu Cảng, trước khi cập bến San Francisco, California vào ngày 13 tháng 3. Con tàu sau đó di chuyển về Xưởng Hải quân Hunters Point để tiến hành nâng cấp và sửa chữa hư hại.

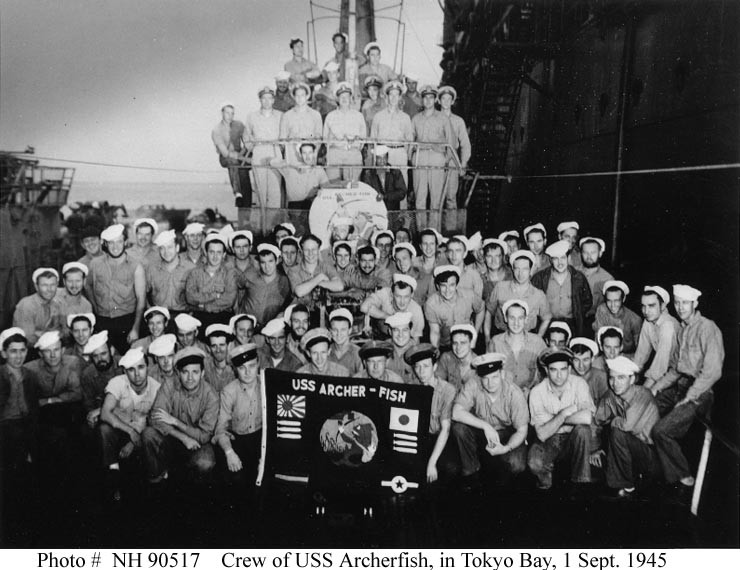
Thủy thủ đoàn của Archerfish chụp ảnh cùng với lá cờ hạm của tàu tại Vịnh Tokyo, 1 tháng 9 năm 1945.

Sau khi hoàn tất quá trình nâng cấp, Archerfish khởi hành ngày 14 tháng 6 và tiến về Oahu. Con tàu đến Trân Châu Cảng vào ngày 22 tháng 6 và bắt đầu các đợt huấn luyện và sửa chữa định kỳ. Archerfish ra khơi ngày 10 tháng 7 và bắt đầu chuyến tuần tra thứ bảy - chuyến tuần tra cuối cùng, tại vùng biển phía đông Honshū và phía nam Hokkaidō, cảnh giới cho các phi vụ ném bom của B-29 Superfortress vào Nhật Bản. Con tàu vẫn hoạt động tại Hokkaidō đến khi nhận được tin Nhật Bản đầu hàng vào ngày 15 tháng 8. Archerfish là một trong 12 chiếc tàu ngầm đầu tiên tiến vào Vịnh Tokyo vào ngày 31 tháng 8 và neo đậu ở Xưởng Hải quân Yokosuka. Sau khi Nhật Bản ký văn kiện đầu hàng vào ngày 2 tháng 9, Archerfish rời Vịnh Tokyo và cập bến Trân Châu Cảng vào ngày 12 tháng 9. Tại đây, con tàu được biên chế và Hải đoàn Tàu ngầm số 1 (SubRon 1).

### Hậu chiến
Con tàu rời Trân Châu Cảng vào ngày 2 tháng 1 năm 1946 và tiến về San Francisco. Từ ngày 8 tháng 1 tới ngày 13 tháng 3, Archerfish được đại tu lần cuối trước khi được đặt vào tình trạng ngừng hoạt động. Sau đó, con tàu di chuyển về Xưởng Đóng tàu Hải quân Mare Island để hoàn thành nốt giai đoạn đại tu cuối cùng. Archerfish ngừng hoạt động vào ngày 12 tháng 6 năm 1946 và được điều về Hạm đội Trừ Bị Thái Bình Dương tại Mare Island.

#### 1952-1955
Trong thời gian diễn ra Chiến tranh Triều Tiên, nhiều tàu chiến ngừng hoạt động sau khi Thế chiến 2 kết thúc đã được tái biên chế. Archerfish được tái biên chế vào ngày 7 tháng 1 năm 1952 và được biên chế vào Hạm đội Thái Bình Dương vào ngày 26 tháng 3. Ngày hôm sau, con tàu bắt đầu chuyến hải trình huấn luyện kéo dài ba tuần ở ngoài khơi San Diego, California. Tuy nhiên, một vụ cháy đã bùng phát tại phòng điều động của tàu vào ngày 28 tháng 3, khiến Archerfish phải quay về Mare Island để khắc phục thiệt hại do hỏa hoạn gây ra.
Sau khi việc sửa chữa hoàn tất vào ngày 27 tháng 7, Archerfish bắt đầu chuyến huấn luyện ở Bờ Tây Hoa Kỳ. Con tàu sau đó tiến về Kênh đào Panama và gia nhập Hạm đội Đại Tây Dương vào ngày 3 tháng 7. Được biên chế vào Hải đoàn Tàu ngầm 12 (SubRon 12), Archerfish tiến hành các hoạt động ở ngoài khơi Key West, Florida, và đi thăm những nơi như Santiago, Vịnh Guantánamo ở Cuba; Port-au-Prince ở Haiti; San Juan, Puerto Rico; và Trinidad, Tây Ấn thuộc Anh. Con tàu rời Key West vào ngày 25 tháng 4 năm 1955 và tiến về Xưởng Hải quân Philadelphia để xuất biên chế. Sau khi được đại tu lần cuối cùng, Archerfish được kéo về căn cứ Hạm đội Trừ Bị Đại Tây Dương ở New London, Connecticut và được ngừng hoạt động vào ngày 21 tháng 10 năm 1955.

#### 1958-1964
Archerfish được tái biên chế tại New London vào tháng 7 năm 1957, được đưa trở lại hoạt động vào ngày 1 tháng 8 cùng năm và một lần nữa, được điều động vào Hải đoàn Tàu ngầm 12. Vào ngày 13 tháng 1 năm 1958, con tàu bắt đầu thực hiện một chuyến hải trình dưới sự giám sát kỹ thuật của Văn phòng Thủy văn Hải quân và đã ghé thăm Recife, Brazil và Trinidad. Sau khi hoàn thành chuyến hải trình, con tàu tham gia các đợt huấn luyện hạm đội tại Key West và Vịnh Guantánamo.
Vào ngày 2 tháng 10 năm 1959, cách Key West khoảng 15 dặm về phía tây nam, tại Bãi cạn Vestal, Archerfish đã lặn chạm đáy biển ở độ sâu 98 mét. Trung tá, Tiến sĩ George F. Bond và Thượng sĩ, Kỹ sư trưởng Cyril Tuckfield đã hoàn thành thành công một đợt thoát hiểm kéo dài 52 giây ở độ sâu 98 mét từ con tàu lên mặt nước biển. Vì thành tích trên, cả hai người được tặng thưởng huân chương Bắc Đẩu Bội Tinh Hoa Kỳ vì đã thiết lập thành công một đợt thoát hiểm khả thi từ một tàu ngầm lặn sâu dưới mặt nước biển.
Vào đầu năm 1960, Archerfish được chọn tham gia Chiến dịch Sea Scan, một đợt nghiên cứu khoa học về điều kiện thời tiết biển, thành phần nước, độ sâu đại dương và dải nhiệt độ. Con tàu khởi hành về Xưởng Hải quân Philadelphia trong tháng 1 năm 1960 để được lắp đặt các trang thiết bị phục vụ cho chuyến nghiên cứu này. Archerfish được thiết kế lại thành một tàu ngầm phụ trợ, với mã hiệu mới là AGSS-311. Sau khi tiếp nhận một nhóm khoa học dân sự, con tàu bắt đầu giai đoạn đầu tiên của Chiến dịch Sea Scan vào ngày 18 tháng 5. Trên đường đi, con tàu đã ghé thăm Portsmouth, Anh Quốc; Hammerfest và Bergen ở Na Uy; Faslane, Scotland; Thule, Godthaab, và Julianehab ở Greenland; Belfast ở Bắc Ireland; và Halifax, Nova Scotia, trước khi cập bến New London vào ngày 3 tháng 12.

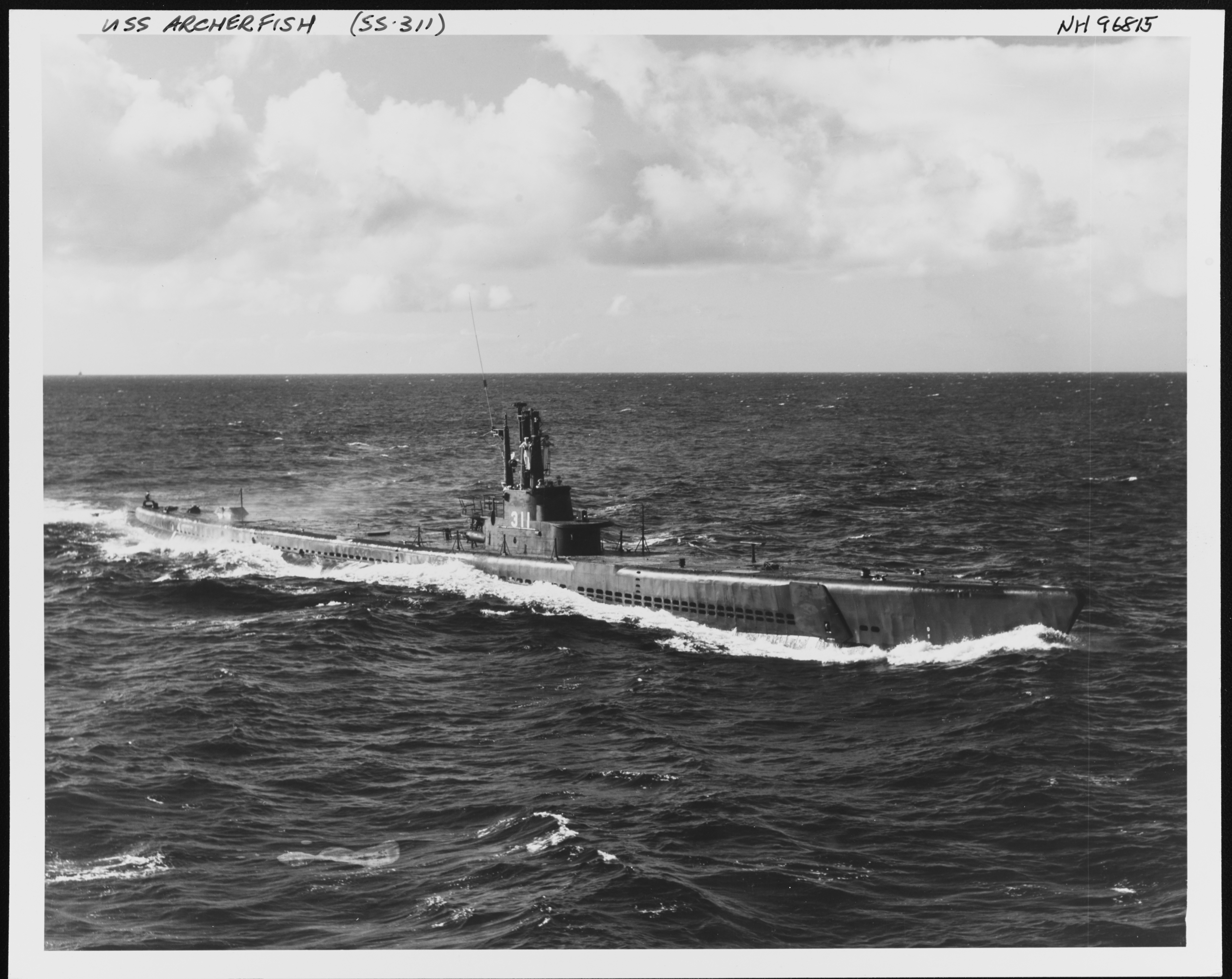
USS Archerfish (AGSS-311) ở ngoài khơi Oahu, Hawaii, 12 tháng 3 năm 1961, trong thời gian diễn ra Chiến dịch Sea Scan.

Sau sáu tuần bảo trì, Archerfish khởi hành về Thái Bình Dương vào ngày 20 tháng 1 năm 1961. Con tàu quá cảnh Kênh đào Panama vào ngày 6 tháng 2, đi qua San Diego và đến Hawaii. Archerfish rời Trân Châu Cảng vào ngày 27 tháng 3. Trong lần ra khơi này, con tàu đã ghé thăm Yokosuka và Hakodate, Nhật Bản, Hồng Kông; Vịnh Subic của Philippines; Bangkok, Thái Lan; Penang, Malaya; Colombo, Ceylon; và Fremantle, Úc, và kết thúc năm 1961 tại Yokosuka.
Giai đoạn hai của Sea Scan được bắt đầu vào những tháng đầu năm 1962 với các hoạt động ở khu vực phía tây Thái Bình Dương và các bến cảng tại Sasebo, Nhật Bản, Guam và Cebu ở Philippines. Đầu tháng 3, Archerfish hoàn thành giai đoạn hai của Sea Scan và di chuyển về Trân Châu Cảng. Ngày 27 tháng 4, con tàu cập bến Xưởng Hải quân San Francisso để đại tu. Sau khi hoàn thành quá trình đại tu, Archerfish di chuyển đến San Diego để bảo trì trong hai tuần. Sau đó, con tàu bắt đầu giai đoạn ba của Sea Scan tại phía đông Thái Bình Dương, và sau đó quay trở về San Diego để nghỉ lễ Giáng Sinh.
Archerfish rời San Francisco ngày 10 tháng 1 năm 1963 và khởi hành về Yokosuka để tiến hành đợt bảo trì kéo dài ba tuần. Sau hơn hai tháng rưỡi hoạt động, con tàu quay về San Francisco, California trong một thời gian ngắn trước khi khởi hành về Trân Châu Cảng trong đầu tháng năm. Archerfish dành thời gian của cuối tháng 5 và phần lớn tháng 6 cho việc khảo sát ngoài khơi bờ biển phía tây bắc của Hoa Kỳ và Canada, và đồng thời ghé thăm các cảng ở Portland, Oregon; Seattle, Washington; và Vancouver, British Columbia. Archerfish quay trở lại Yokosuka để sửa chữa vào tháng 7 và tháng 8 trước khi bắt đầu ba tháng khảo sát liên tục ở khu vực trung tâm Thái Bình Dương. Con tàu sau đó thực hiện một chuyến hải trình kéo dài đến Nam Bán cầu, đến Úc vào giữa tháng 12 và có một kỳ nghỉ ba tuần ở Newcastle và Sydney. Archerfish khởi hành về Guam để bắt đầu công việc bảo trì kéo dài hai tuần vào cuối tháng 1 năm 1964, trước khi về Trân Châu Cảng vào ngày 5 tháng 3.
Archerfish lại khởi hành từ Trân Châu Cảng vào ngày 30 tháng 3, và tiếp tục Chiến dịch Sea Scan ở phía đông Thái Bình Dương. Archerfish đến thăm San Francisco vào tháng 4 và Vancouver vào tháng 5 trước khi quay trở lại Trân Châu Cảng vào ngày 25 tháng 5, kết thúc giai đoạn thứ ba của Sea Scan.
Archerfish bắt đầu giai đoạn thứ tư kéo dài và là giai đoạn cuối của Chiến dịch Sea Scan vào ngày 17 tháng 6 năm 1964, khởi hành từ Trân Châu Cảng về phía đông Thái Bình Dương, Con tàu ghé thăm Seattle và Olympia, Washington vào tháng 7 trước khi quay về Trân Châu Cảng vào ngày 19 tháng 8 để thực hiện đợt bảo trì kéo dài ba tuần. Tiếp theo đó, Archerfish bắt đầu hành trình về nam Thái Bình Dương vào ngày 9 tháng 9 và ghé thăm Quần đảo Fiji. Sau một thời gian ngắn lưu lại tại Suva, con tàu di chuyển về Auckland, New Zealand trong một chuyến thăm kéo dài 11 ngày. Archerfish nhổ neo về Yokosuka vào ngày 19 tháng 10 và đến nơi vào ngày 6 tháng 11. Ngày 27 tháng 11, con tàu tiếp tục các hoạt động khảo sát tại Quần đảo Caroline. Sau khi trải qua đêm Giao thừa ở Guam, Archerfish khởi hành về Vịnh Subic, Philippines để bảo trì.

#### 1965-1968
Trong hơn ba năm còn lại trong biên chế Hải quân, Archerfish tiếp tục tiến hành nhiều nhiệm vụ nghiên cứu khác ở phía đông Thái Bình Dương. Vào đầu năm 1968, Archerfish được đánh giá là không còn phù hợp cho các nhiệm vụ trong tương lai và được xóa tên khỏi Danh sách Đăng bạ Hải quân vào ngày 1 tháng 5 năm 1968. Con tàu được kéo ra ngoài khơi San Diego và bị đánh chìm bởi hai quả ngư lôi được phóng từ tàu ngầm USS Snook vào ngày 19 tháng 10 năm 1968.

## Khen thưởng
Archerfish được tặng thưởng bảy Ngôi sao Chiến trận cho thời gian phục vụ của tàu ở Mặt trận Thái Bình Dương trong Chiến tranh Thế giới thứ hai. Con tàu cũng được trao thưởng danh hiệu Đơn vị Tuyên dương Tổng thống vì thành tích đánh chìm chiếc hàng không mẫu hạm Shinano trong chuyến tuần tra thứ năm của tàu, vào ngày 29 tháng 11 năm 1944.

## Danh sách thuyền trưởng
Chiến tranh Thế giới thứ hai:
- Thiếu tá George W. Kehl: 4 tháng 9 năm 1943 - 18 tháng 5 năm 1944 (thuyền trưởng đầu tiên)
- Trung tá William H. Wright: 18 tháng 5 năm 1944 - 29 tháng 9 năm 1944
- Trung tá Joseph F. Enright: 29 tháng 9 năm 1944 - 15 tháng 11 năm 1945
- Trung tá William S. Finn: 15 tháng 11 năm 1945 - 16 tháng 5 năm 1946
- Thiếu tá Charles J. Beers: 16 tháng 5 năm 1946 - 12 tháng 6 năm 1946

Hậu chiến:
- Thiếu tá Maino des Granges: 7 tháng 3 năm 1952 - 21 tháng 7 năm 1954
- Đại úy Stanley R. McCord: 21 tháng 7 năm 1954 - 23 tháng 4 năm 1955
- Thiếu tá John G. Now: 23 tháng 4 năm 1955 - 21 tháng 10 năm 1955
- Thiếu tá C.E. Beck: 1 tháng 8 năm 1957 - 1 tháng 9 năm 1959
- Thiếu tá William Evens: 1 tháng 9 năm 1959 - 4 tháng 3 năm 1960
- Thiếu tá Kenneth Woods: 4 tháng 3 năm 1960 - 27 tháng 9 năm 1962
- Thiếu tá Jack N. Lyman: 27 tháng 9 năm 1962 - 19 tháng 11 năm 1963
- Thiếu tá Thomas R. Eagye, II: 19 tháng 11 năm 1963 - 24 tháng 11 năm 1964
- Thiếu tá Gordon W. Enquist: 24 tháng 11 năm 1964 - 16 tháng 11 năm 1965
- Thiếu tá Robert B. McComb: 16 tháng 11 năm 1965 - 1 tháng 9 năm 1967
- Thiếu tá John Paul Wood: 1 tháng 9 năm 1967 - 1 tháng 5 năm 1968 (thuyền trưởng cuối cùng).

### Sách tham khảo
- Blair, Clay, Jr. (1976). Silent Victory: The U.S. Submarine War against Japan. New York: Bantam. ISBN 9780553010503.{{Chú thích sách}}:  Quản lý CS1: nhiều tên: danh sách tác giả (liên kết); also Naval Institute Press, March 2001, ISBN 978-1-55750-217-9
- Friedman, Norman (1995). U.S. Submarines through 1945: An Illustrated Design History. Annapolis. ISBN 978-1-55750-263-6.
- Enright, Joseph F. & Ryan, James W. (1987). Shinano!: The Sinking of Japan's Secret Supership. New York: St. Martin's Press. ISBN 0-312-00186-X.